# Marsfältet, Örebro

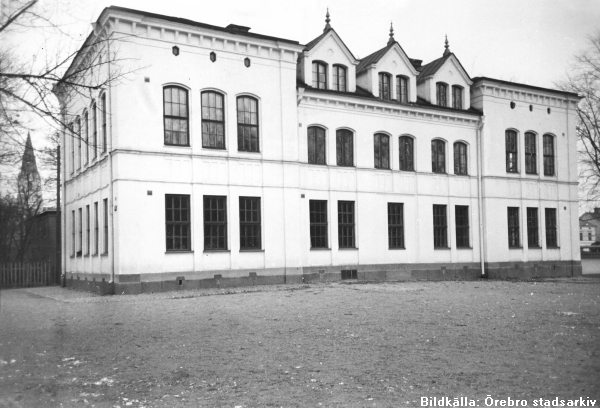
Marsfältets skola c:a år 1941. Olaus Petri-kyrkan ses i bakgrunden.

Marsfältet var namnet på den öppna plats vid Storgatan i Örebro, där Landsstatshuset ligger idag.
Namnet "Mars" syftar på krigsguden Mars (se Marsfältet i Rom och Marsfältet i Paris), eller är det en förvanskning av ordet "marsch". På Marsfältet hade skarpskyttekåren sina exercis- och mötesövningar på 1860-talet. Även Livregementets husarkår hade sina övningar här.
På Marsfältet låg Marsfältets skola uppförd 1875. Skolan revs år 1967 när Landsstatshuset uppfördes. 
Från ca 1889 fanns även på Marsfältet ett provisoriskt epidemisjukhus, då ett tidigare epidemisjukhus på tomten där Klosterbacken ligger idag, blivit för litet. När det nya Epidemisjukhuset invigdes 1903 lades detta ner.
I början av 1950-talet fanns det planer på att på tomten uppföra ett nytt Folkets hus, som ersättning för det Folkets hus, vid Järnvägsgatan 8, som blivit uttjänt. Nya och ändrade planer gjorde emellertid att det projektet aldrig kom till stånd. Som ersättning för Folkets hus uppfördes istället Medborgarhuset, som invigdes 1965.